# 當妙斯站
當妙斯站是一座多倫多地鐵雪柏線車站，坐落加拿大安大略省多倫多北約克當妙斯道（Don Mills Road）和雪柏東路（Sheppard Avenue East）的交界處，於2002年11月22日聯同該線其他車站一起開幕後成為其東端終點站。
下列由多倫多公車局和約克區公車局營運的巴士線停靠當妙斯站：
多倫多公車局
- 10號范霍恩巴士線（Van Horne）
- 24號維多利亞公園巴士線（Victoria Park）
- 25號當妙斯巴士線（Don Mills）
- 85號東雪柏巴士線（Sheppard East）
- 139號芬治當妙斯巴士線（Finch-Don Mills）
- 167號北法馬西巴士線（Pharmacy North）
- 169號亨廷活巴士線（Huntingwood）
- 190號士嘉堡中心火箭巴士線（Scarborough Centre Rocket）
- 224號北維多利亞公園巴士線（Victoria Park North）

約克區公車局
- 90號里斯利巴士線（Leslie）
- 活力巴士綠線（Viva Green）

## 外部連結
- 维基共享资源上的相關多媒體資源：當妙斯站
- （英文）TTC Don Mills Station （页面存档备份，存于）－多倫多公車局網站 當妙斯站頁面